# ليبريكان
.
الليبريكان (بالأيرلندية: leipreachán/luchorpán) هو مخلوق أسطوري من الفلكور الايرلندي ويتبع لما يسمى في الفلكوري الايرلندي الأوس سي (Aos Sí) وهو مصطلح يعني مافوق الطبيعة والمخلوقات ذوات القدرات الخيالية. يُصور الليبريكان غالباً على شكل رجال قصيريون ذو لحى كثيفة، يرتدون قميصاً شتوياً مع قبعة، ويقضون أوقاتهم في لهوٍ مرحٍ جالب للمشاكل. وتعتبر مخلوقات مُحبة للوحدة تقضي وقتها في صُنع الأحذية ورتقها وترميمها لتحصُل على إناء مليء بالذهب عند زوال قوس قُزح. تقوم هذه المخلوقات، لو وقعت في أسر آدمي، بعرض تحقيق ثلاثة أماني له في مقابل نجاتها وحريتها. قد تكون الليبريكان مقتبسة من تواثا دي دانان، مثل مخلوقات أساطير الفلكور الأيرلندي الأخرى.
التصوير الشكلي الحديث لليبريكان يعتمد بشكل كبير على الكاريكاتير والصور النمطية المهينة والمزدرية للايرلنديين في القرن التاسع عشر.

## جذور المصطلح
اسم ليبريكان مشتق من الكلمة الإيرلندية leipreachán الذي عرّفها باتريك دينين بالكلمات «قزم أو عفريت السبرايت أو ليبركان». والجذور الأخرى أقل تأكيداً وضمانة ولكن معظم المصادر تؤكد الاعتقاد القائل أن المصطلح قد يكون نقلاً واشتقاقاً خاطئة محرفاً لمصطلح ايرلندي قديم هو لوكروبان (luchrupán)[بحاجة لمصدر] حيث تعني «لو» (lú) الشيء الصغير و «كورب» (corp) تعني الجسم والهيئة.  الجذر "corp" المأخوذ من اللاتينية «كوربوس» (corpus)  يؤكد على تأثير اللاتينية الكنسية (التابعة للكنيسة) المبكر في اللغة الايرلندية. هناك إملاء آخر بديل وهو ليثبريقان (leithbrágan) وهو نابع من التأثيل الشعبي اشتقاقاً من كلمة «ليث»(leith) وتعني نصف، وبروغ (bróg) وهي اسم حذاء البروغ الايرلندي وجاء هذا المصطلح بسبب كثرة تصوير الليبريكان المتكرر بالعمل على حذاء واحد.

## في السياسة
الليبريكان أُستخدم للإشارة في الساحة السياسية لجمهورية ايرلندا إلى الجوانب اللطيفة لصناعة السياحة في ايرلندا.

## ثقافة منتشرة
كل من الأفلام والرسوم التلفزيونية المتحركة والإعلانات أشاعت صورة نمطية معينة لالليبريكان لاتحمل إلا قدرً ضئيلاً للصورة الحقيقة الموجودة في الفولكور الايرلندي. قد يجد الشعب الايرلندي هذه الصورة النمطية الشائعة الليبريكان مبالغ فيها قليلا مقارنة بسلسلة القوالب النمطية المتخذة عن الأيرلنديين.